# Talbot-Lago T26C
La Talbot-Lago T26C, chiamata anche Talbot Lago T26C o Talbot T26C, è una monoposto costruita dalla scuderia francese Talbot-Lago e utilizzata in varie gare e competizioni tra il 1948 e il 1951, soprattutto in Formula 1, per partecipare campionato mondiale di Formula 1 1950 e 1951.

## Storia
Il nome T26C stava per: T per "Talbot", 26 per "26 cavalli fiscali" (secondo la tassazione francese in vigore all'epoca) e C per "Competition".

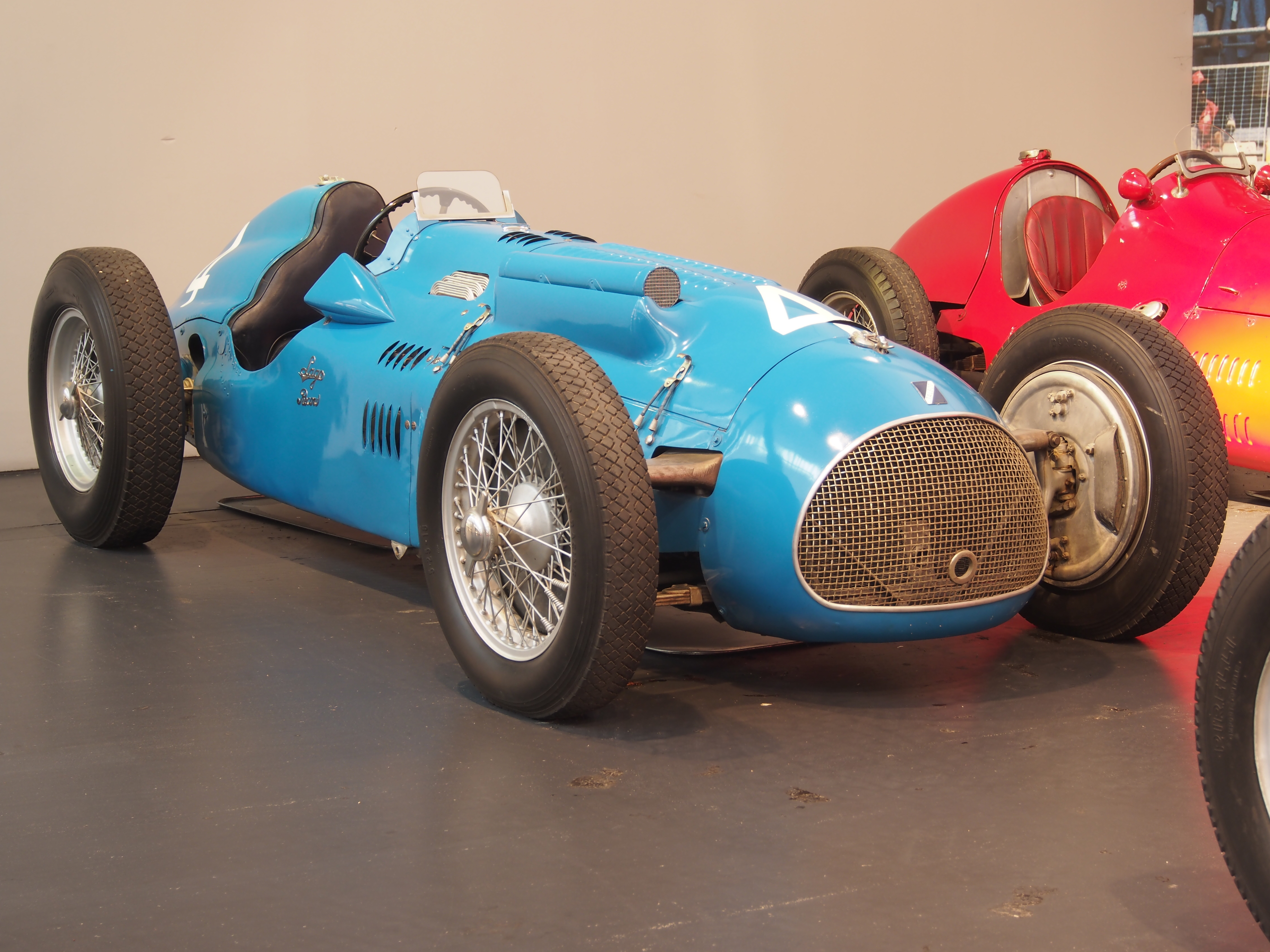
Talbot 26C del 1949

Dotata di un motore 6 cilindri in linea da 4482 cm³, venne creata nel 1948 dalla Talbot-Lago per sostituire la Talbot T150C nata nel 1936. Meno potente delle sue coeve rivali italiane sovralimentate come Alfa Romeo 158, Maserati 4CLT-48 e Ferrari 125 F1, il motore senza compressore aveva però un consumo di carburante nettamente inferiore, il che le consentiva il vantaggio di un minor numero di soste per rifornimento rispetto alle avversarie. L'alimentazione era affidata a tre carburatori doppio corpo Solex. In  particolare, vinse il Gran Premio del Belgio 1949 con Louis Rosier e il Gran Premio di Francia dello stesso anno con alla guida Louis Chiron, che aveva già vinto nel 1947 con una T26. Nel 1950 la versione Grand Sport (GS) vinse la 24 Ore di Le Mans con Louis Rosier e suo figlio Jean-Louis, e poi la prima edizione della 12 Ore di Casablanca nel 1952, con Charles Pozzi e Lucien Vincent.
Alla fine del 1949 venne introdotta una versione a con un innovativo sistema a doppia accensione denominata T26C-DA, con una potenza di circa 275-280 cavalli. Questa versione venne impiegata nel neonato Campionato del Mondo di Formula 1 del 1950, diventando la prima vettura francese a parteciparvi. Si piazzò con Louis Rosier quarta nella classifica generale e vinse il Gran Premio di Albi e d'Olanda 1950.
Furono realizzati 10 esemplari della vettura.